# Elica Kostowa
Elica Kostowa (bułg. Елица Костова, ur. 10 kwietnia 1990 w Chaskowie) – bułgarska tenisistka.

## Kariera tenisowa
Zadebiutowała jako czternastolatka, w 2004 roku, na turnieju ITF w chorwackim Bol. Zagrała tam z dziką kartą od razu w turnieju głównym, ale odpadła już w pierwszej rundzie, przegrywając z reprezentantką gospodarzy, Niką Ožegović. W marcu 2005 roku wygrała kwalifikacje do turnieju w Kairze i w fazie głównej dotarła do ćwierćfinału. W latach 2006–2007 kontynuowała grę w turniejach ITF, a jej największymi osiągnięciami z tego okresu były dwa półfinały. Pierwszy turniej w grze pojedynczej wygrała w 2008 roku w Alcobaça, pokonując w finale Brytyjkę Amandę Carreras. W 2009 roku wygrała swój drugi turniej, a w 2010 była pięć razy w finałach podobnych turniejów, ale żadnego nie udało jej się wygrać. W sumie wygrała sześć turniejów singlowych i siedem deblowych rangi ITF.
12 września 2016 roku osiągnęła najwyższe miejsce w rankingu singlowym, plasując się na 130. miejscu.
Była reprezentantką swojego kraju w rozgrywkach Pucharu Federacji. Kilkukrotnie próbowała swoich sił w eliminacjach turniejów wielkoszlemowych, lecz nie awansowała do rozgrywek głównych żadnego z nich.
Karierę zakończyła w 2021 roku występem w Belgradzie, przegrywając z Holenderką Arantxą Rus.

## Wygrane turnieje rangi ITF
| turnieje z pulą nagród 100 000 $ |
| turnieje z pulą nagród 75 000 $  |
| turnieje z pulą nagród 50 000 $  |
| turnieje z pulą nagród 25 000 $  |
| turnieje z pulą nagród 15 000 $  |
| turnieje z pulą nagród 10 000 $  |

### Gra pojedyncza
|    | Data       | Turniej                    | Kat. | ($)     | Naw.   | Finalistka       | Wynik         |
| 1. | 22/06/1008 | Alcobaça                   | ITF  | 10 000  | twarda | Amanda Carreras  | 3:6, 6:2, 6:2 |
| 2. | 15/11/2009 | Hawr                       | ITF  | 10 000  | ziemna | Sina Haas        | 6:0, 6:4      |
| 3. | 09/10/2011 | Dobricz                    | ITF  | 25 000  | ziemna | Elena Bogdan     | 7:6, 6:2      |
| 4. | 22/06/2014 | Montpellier                | ITF  | 25 000  | ziemna | Sofiya Kovalets  | 7:5, 6:1      |
| 5. | 10/07/2016 | Budapeszt                  | ITF  | 100 000 | ziemna | Wiktorija Tomowa | 6:0, 7:6(3)   |
| 6. | 02/06/2019 | Santa Margarida de Montbui | ITF  | 25 000  | twarda | Arina Rodionowa  | 7:5, 6:3      |